# Ondekoza
Ondekoza (jap. 鬼太鼓座) („zespół demonicznego bębna”) – japońska grupa muzyczna, specjalizująca się w grze na bębnach taiko. Zespół łączy muzykę oraz bieganie. Podstawą ich działalności jest zasada sogakuron, głosząca że „bieg i gra na bębnie są jednym i odzwierciedlają dramatyzm i energię życia”. Członkowie zespołu wspólnie mieszkają, biegają i grają. Zespół uznawany jest za ten, za którego sprawą gra na bębnie taiko zmieniła się z muzyki towarzyszącej festiwalom w spektakle sceniczne.

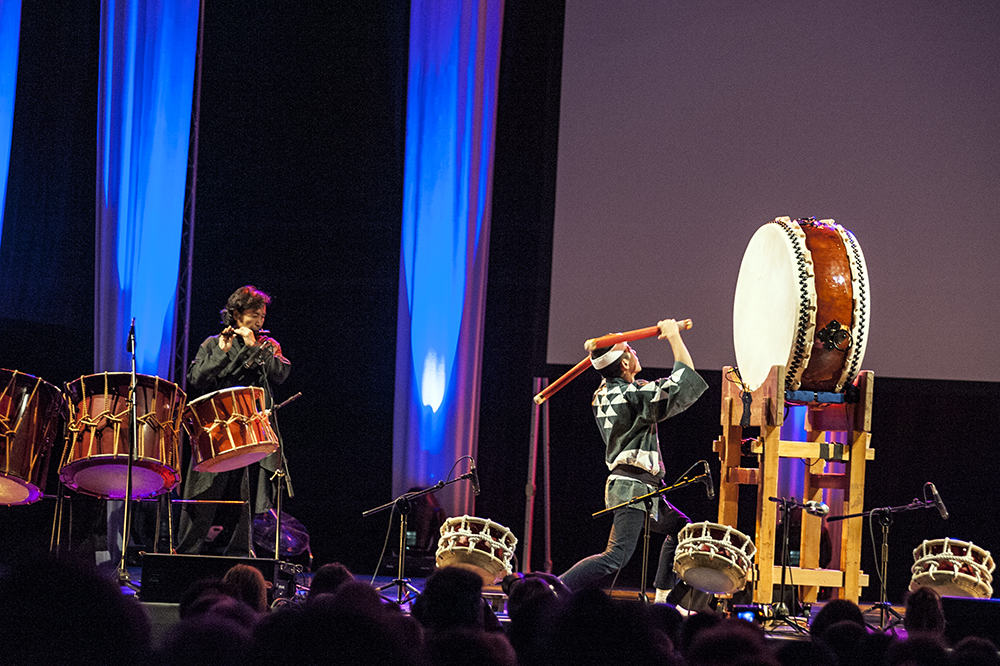
Ondekoza na scenie w Warszawie we wrześniu 2012.

## Historia zespołu
Zespół Ondekoza powstał w 1969 roku na wyspie Sado, założycielem był Den Tagayasu.
W Stanach Zjednoczonych grupa zadebiutowała w 1975, kiedy po ukończeniu Maratonu Bostońskiego członkowie grupy od razu wbiegli na scenę, aby zagrać koncert. W 1990 odbyła trasę koncertową „US Marathon Tour”, podczas której między kolejnymi miejscami koncertów przemieszczali się wyłącznie na nogach.
W 1981 roku, na skutek różnicy zdań, Den Tagayasu rozstał się z zespołem. Opuścił wyspę Sado, by w Fuji w prefekturze Shizuoka ponownie założyć zespół o tej samej nazwie, a dotychczasowi członkowie zespołu przyjęli nową nazwę: Kodo. Nowa Ondekoza zagrała w 1986 roku w Vancouver podczas wystawy światowej. Lata 1990–1993 zespół spędził na trasie koncertowej po Stanach Zjednoczonych, podczas której członkowie zespołu przebiegli trasę około 14 900 kilometrów.
W 1998 odbyła się trasa „China Marathon Tour”, podczas której zespół przebył trasę 12 500 km. W 2000 roku zespół przebiegł z Szanghaju do Hongkongu przez Kunming i Xi’an.
W 2001 roku w wypadku samochodowym zginął Den Tagayasu, od tego czasu zespołem kieruje grający na shakuhachi Seizan Matsuda.
W 2004 grupa ponownie zagrała po Maratonie Bostońskim. Kolejnymi trasami koncertowymi były „Taiwan Marathon Tour” w 2005, trasa po Europie, obejmująca Chorwację, Włochy, Szwajcarię oraz Niemcy w 2006 oraz Włochy i Półwysep Bałkański w 2008 roku.
W 2008 roku, z okazji 40 rocznicy założenia zespołu, odbyła się trasa po Japonii „Kikon-Ichida”, która rozpoczęła się występem w japońskim Teatrze Narodowym.
Również w 2008 roku zespół zapoczątkował projekt „Music & Rhythms”, mający na celu „łączenie dzieci świata poprzez doświadczenia muzyczne". Projekt nie ogranicza się tylko do taiko, sięga po różnorodne narzędzia by promować wolność wyrażania się i nieograniczone możliwości jakie za sobą niesie.
W 2009 roku zespół wystąpił przed cesarzem Akihito z okazji dwudziestej rocznicy jego wstąpienia na tron.